# Berezanjstenen
Berezanjstenen är ett runristat stenfragment av en stenkistegrav som hittades på ön Berezanj i dagens Ukraina 1905. 
Stenen upptäcktes 1905 i samband med utgrävningar av en kurgan från 500-talet f.Kr. Efter att först ha avfärdats och nära på att bli bortkastad som stenskrot, räddades stenen i sista stund av utgrävningsledaren Ernst von Stern. Stenen är 48 cm bred, 47 cm hög och 12 cm tjock. Ture J:son Arne antog att stenen, som hittades liggande, ursprungligen varit rest intill någon gravhög i närheten, men enligt Riksantikvarieämbetet är det ingen vanlig rest runsten, utan locket på en stenkistegrav.

## Inskriften
Translitterering av runraden:
krani : kerþi : (h)alf : þisi : iftir : kal : fi:laka : si(n)
Normalisering till runsvenska:
Grani gærði hvalf þessi æftiʀ Karl/Kal, felaga sinn.
Översättning till nusvenska:
Grani gjorde detta grav-valv efter sin följeslagare Karl.
Tecknen inom parentes är förmodad tolkning av oklar ristning.
Williams poängterar att namnet Kal (=Kål) är belagt på Sö 109 och U 498, och att det därför inte finns anledning att läsa något annat just här.
Stenen dateras till tidigast 1000-talet, och dess utseende överensstämmer med det som var vanligt på Gotland, varför man antagit att Grani och Karl var handelsmän därifrån, och Karl av okänd anledning dött i Berezanj, som var en dåtida handelsplats.
Stenen finns numera på museet i Odessa.